# キシダグモ科
キシダグモ科はクモ目に含まれる分類群の一つ。大型のクモも多く含まれ、特にハシリグモ類は水辺によく見られる大型種が多い。徘徊性のものと網を張るものが入り交じる。

## 概要
キシダグモ科 Pisauridae は、コモリグモ科によく似ている。いずれも素早く走れるようにしっかりした歩脚を持ち、しかも歩脚の先端に三爪を有する。つまり造網性のクモの系統に属するもので、漏斗状の網を張るものもあるが徘徊性のもの、あるいは幼生は網を張るが成体は徘徊性のものを多く含む。したがって造網性から徘徊性に転じて進化したものと考えられる。
日本で代表的なのはハシリグモ類で、大型の種が多く、また水辺にいてよく泳ぎ、潜水も上手なので、ミズグモと間違えられることがある。
なお、和名は日本のクモ研究の先駆者である岸田久吉に献じられたものである。

## 特徴
がっしりしているものもやや華奢なものもあるが、全体に縦長で長く伸びた足を持ち、さらにそれを四方にのばしているのが様になるクモである。
頭胸部、腹部共に素直な形で、特別な隆起などはない。いずれも縦長で、楕円形に近く、上に盛り上がることも少ない。頭胸部の前に配置する眼は八個で、基本的には前後四眼ずつ、二列の配置。しかしそのどちらも後曲（側眼が中眼より後ろによる）するのがこの科の特徴となっている。そのため、三列に並ぶという風に見える。この前列眼が小さいのに対して、後列眼が大きく発達し、後側眼は小さな隆起の上にある。
歩脚はどの足もよく発達し、特に短い足はない。足のあちこちに棘が生えている。脚の配置は前向き二本、後ろ向き二本のいわゆる前行性だが、第三脚がやや横を向く。
雌雄の二形はそれほど大きくなく、雄の方がやや小さくて華奢、という例が多い。
腹部の下面末端に糸疣がある。糸疣は三対、前疣と後疣がほぼ同長、間疣があり、篩疣はない。

## 習性
日本で見られるものは主として徘徊性で、地上や草の上などを歩き回る。活発で、素早く走る。水辺に生息するものでは、水面をよく走り、水中にも素早く潜る。中には長時間にわたって水中にとどまっているのが観察された例もある。
獲物の捕獲はむしろ待ち伏せ的と言われる。昆虫などを捕食する。水辺に生息する種では、水中で小動物や小魚を捕らえることが観察された例もある。さらに水面に小さなゴミなどを投げ、寄ってきた魚を捕らえたのが観察されたものもある。
これら徘徊性の種でも、幼生は棚網を張るのが知られる。一部に生涯にわたって棚網を張るものもある。
繁殖習性では、交接前に雄が雌に獲物を渡す例が知られる。キシダグモ属のものは、雄がまず獲物を捕り、これに糸を巻いて塊にし、これを雌に口移しのように渡す。これを婚姻給餌という。
卵は丸っこい卵嚢の形にまとめ、雌親がこれを口にくわえた形で持ち歩く。孵化する前にはこれを簡単な網状の巣につり下げ、出嚢した幼生はしばらくそこでまどいをする。

## 分類
上記のようにこのクモ類は造網性のクモ類の特徴と考えられており、この類は網を張るクモから転じて徘徊性の道を選んだと考えられている。完全に徘徊性の種でも幼生は棚網を張ることもこれを裏付けると取れる。その網の形からも、タナグモ類に近縁なものと考えられ、現在の系統関係の判断もこれを支持する。この類はコモリグモ科やササグモ科と共にコモリグモ上科を構成する、というのが現在の体系である。

### コモリグモとの違い
コモリグモ類とこの類とは似た点が多い。上記のようにいずれもタナグモ類に近いものから徘徊性に転じたものであると思われ、それらの持つ特徴は徘徊性への適応という面が色濃い。しかし違いも明確で、以下のような点が異なる。
- 眼の配列：いずれも前眼列は小さく、後眼列の眼が発達し、その側眼が後方に下がる。

キシダグモ科では後側眼が後中眼より外側からやや下がる程度であるが、コモリグモ科では後側眼ははっきりと後中眼の後ろ側にある。さらにコモリグモ科では頭胸部前端がやや盛り上がり、後眼列はその上に並んでいる点で、頭部が盛り上がらないキシダグモ科と異なる。
- 産卵習性：コモリグモは卵嚢を糸疣につけて運び、孵化した幼生が母の腹部に登ってそこでしばらくを過ごす。コモリグモの名はこれによる。キシダグモ科のものは、やはり卵嚢を運ぶ習性があるが、口にくわえて頭胸部の下に持つ。また幼生を保育する習性はない。

## 下位分類
世界に50属500種があり、日本からは4属14種ばかりが知られる。
- Dolomedes　ハシリグモ属：イオウイロハシリグモ・スジブトハシリグモ・アオグロハシリグモ
- Hygropoda　ヒゲナガハシリグモ属：ヒゲナガハシリグモ
- Perenethis　ハヤテグモ属：ハヤテグモ
- Pisaura　キシダグモ属：アズマキシダグモ

それ以外の属種については、キシダグモ科の属種の一覧を参照のこと。